# 通過上陸
通過上陸（つうかじょうりく）とは、日本の出入国管理及び難民認定法（入管法）に規定された外国人の上陸のうちの特例上陸の一つ。日本以外の国に同様の制度がある場合の訳語としても用いられる。

## 概要
入管法上、通過上陸には次の2形態がある。英語表記Transit Passを略したTP（ティーピー）とも称される。
1. 日本の複数の出入国港に寄港することを予定している船舶に乗っている外国人（乗員を除く。）が、当該船舶が日本にある間、臨時観光の目的で、その船舶が寄港する別の出入国港でその船舶に帰船するように通過するために、日本に上陸すること（入管法第15条第1項）。
2. 船舶又は航空機（乗員を除く。）に乗っている外国人が、日本上陸後3日以内に他の出入国港から他の船舶又は航空機で出国するように通過するために、日本に上陸すること（入管法第15条第2項）。

1.の例としては、A国→横浜港→函館港→B国と移動するような客船が想定される。この船に乗ってきた外国人（乗員を除く。）が横浜港でいったん上陸し、横浜・函館間を鉄道等で移動、函館で先ほどの船に再乗船することを希望する場合には、通過上陸の許可の対象となり得る。単港寄港船舶による近傍上陸の場合は本例でなく寄港地上陸の対象となる。
2.の例としては、乗り換えの都合で、A国→成田国際空港→（鉄道等）→中部国際空港→B国と移動せざるを得ない外国人（乗員を除く。）が想定される。この場合は、わざわざ他の出入国港の便を使用しなければならない必然性などに不自然な点がなければ通過上陸の許可の対象となり得る。
通過上陸が設けられた趣旨は、1.においては船舶旅行者に対する便宜を図るため、2.においては船舶及び航空機の乗り換えの便宜を図るためと考えられる。慣例的に1.は観光通過上陸、2.は周辺通過上陸と称される。
通過上陸許可の申請は、当該外国人の希望を受けて船長若しくは機長又は運送業者が行う。申請に当たっては日本国査証は不要であるが、日本国の利益保持の観点から上陸拒否事由が存在する外国人に対しては通過上陸は認められない。また、通過上陸を希望する外国人は、出国後旅行目的地までの旅行に必要な切符又はこれに代わる証明書及び日本から出国後旅行目的地へ入国できる有効な旅券を有している必要がある（出入国管理及び難民認定法施行規則第14条第2項（第13条第2項を準用））。これらの条件が満たされた場合、入国審査官は当該外国人に対して通過上陸を許可することができる。
通過上陸は有効な査証を有していない外国人に対して一時的な上陸を特例的に認めたものであるから、上陸時間等に制限が加えられることが通例である。すなわち、上陸時間は1.の場合には15日間、2.の場合には3日間をそれぞれ超えない範囲内で定められ、通過経路は原則として上陸地から出国のための船舶又は航空機に乗る出入国港までの順路に制限され、報酬を受ける活動を行うことは禁止される。なお、この場合の「15日」及び「3日」には当該上陸初日は算入されない（民法140条の規定による）。